# Gmina Lane Cove
Gmina Lane Cove (Municipality of Lane Cove) - jeden z 38 samorządów lokalnych wchodzących w skład aglomeracji Sydney, największego zespołu miejskiego Australii. Leży na północny zachód od ścisłego centrum Sydney. Zajmuje powierzchnię 11 km² i liczy 32 111 mieszkańców (2006).
Rada gminy składa się z dziewięciu członków wybieranych w trzech trójmandatowych okręgach wyborczych, z zastosowaniem ordynacji proporcjonalnej. Wyłaniają oni spośród siebie burmistrza, który kieruje egzekutywą. 

## Galeria

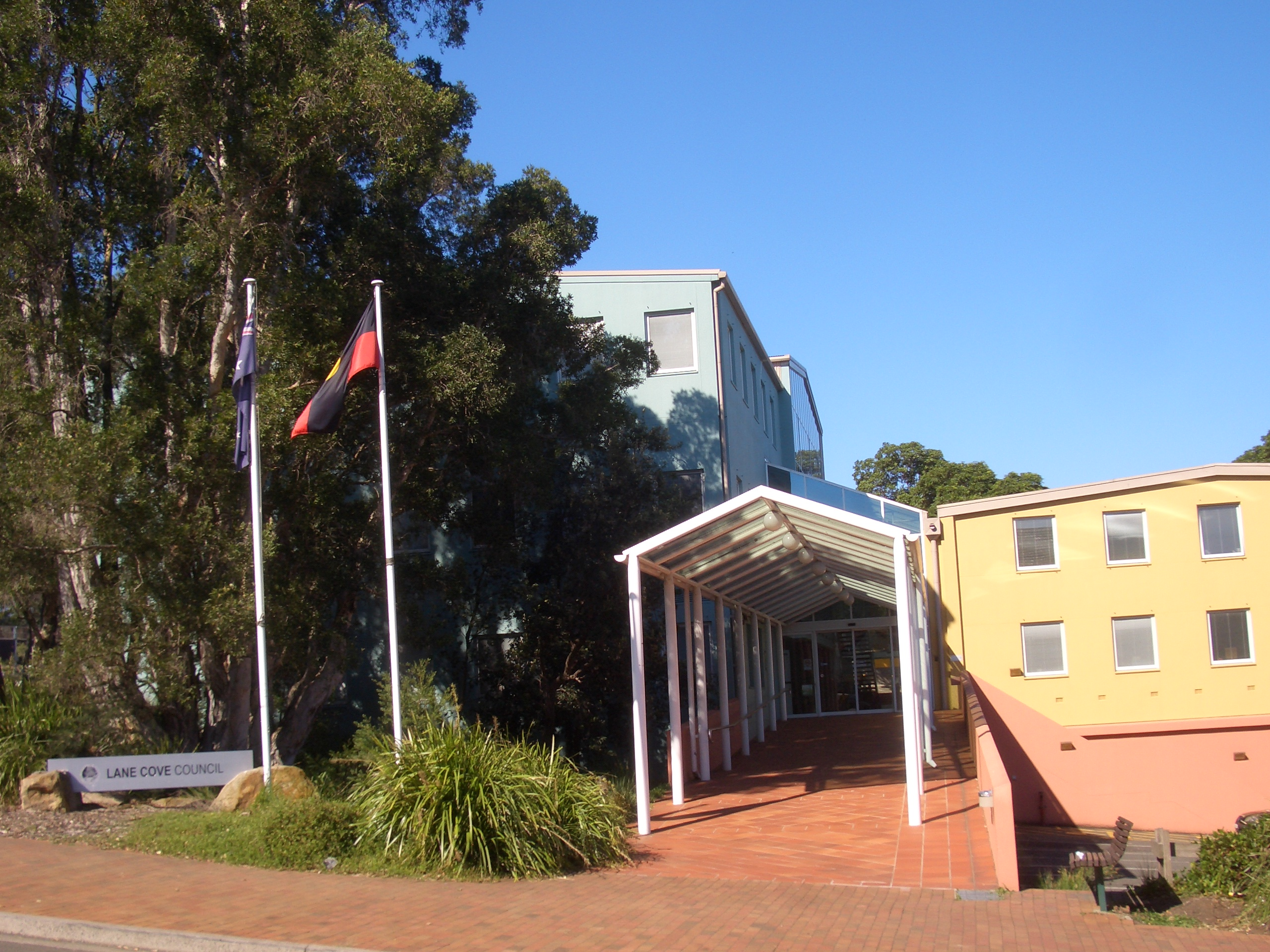
Ratusz gminy
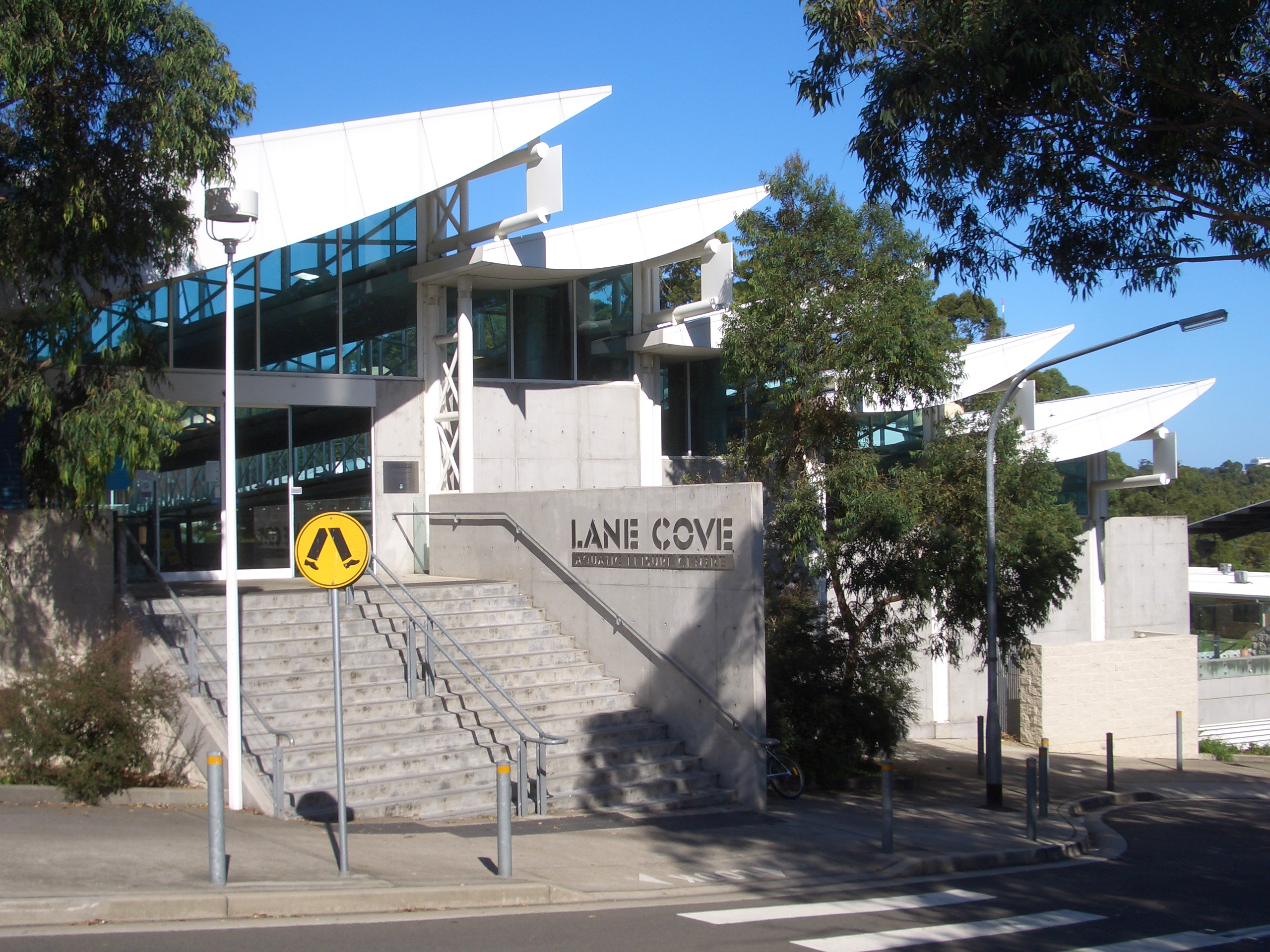
Centrum sportów wodnych
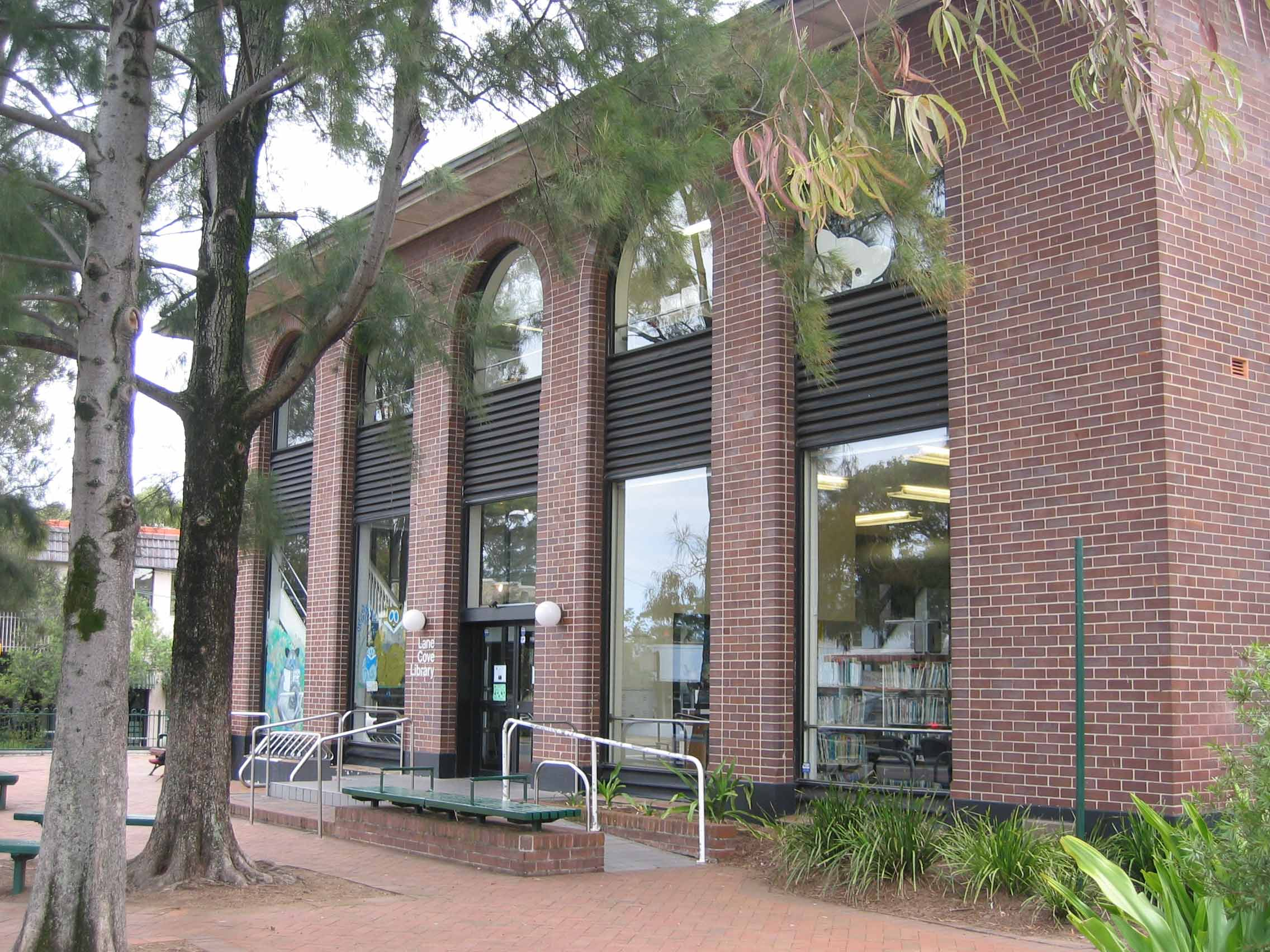
Biblioteka gminna

## Geograficzny podział Lane Cove
| - Gore Hill - Greenwich - Lane Cove - Lane Cove North - Lane Cove West - Linley Point | - Longueville - Northwood - Osborne Park - Riverview - St Leonards |